# Пармакли, Савелий Михайлович
Савелий Михайлович Пармакли — бригадир тракторно-полеводческой бригады колхоза «Красное знамя» Чадыр-Лунгского района Молдавской ССР, Герой Социалистического Труда.

## Биография
Родился 11 марта 1937 года на территории современной Республики Молдова. Болгарин. Член КПСС с 1961 года.
В 1951—1997 гг.:
- прицепщик, тракторист в колхозе,
- 1956-1959 в армии,
- тракторист, помощник бригадира, с 1961 года бригадир тракторно-полеводческой бригады колхоза «Красное знамя».

За три года 9-й пятилетки план производства зерновых выполнил на 115%, подсолнечника – на 124%. В 1973 г. с
каждого гектара было получено по 56,1 центнера озимой пшеницы на площади 200 гектаров, по 58,2 центнера кукурузы на площади 345 гектаров и 22,9 центнера подсолнечника на площади 270 гектаров.
В третьем году 9-й пятилетки план тракторных работ бригада выполнила на 119%, выработка на условный эталонный  трактор составила 2 615 гектаров  условной пахоты – на 305 гектаров больше, чем в среднем по колхозу.

За высокие трудовые достижения по итогам семилетнего плана (1959—1965) награждён орденом Трудового Красного Знамени, а по итогам восьмой пятилетки (1966—1970) — орденом Ленина.
Указом Президиума Верховного Совета СССР от 8 декабря 1973 года за большие успехи, достигнутые во Всесоюзном социалистическом соревновании, и проявленную трудовую доблесть в выполнении принятых обязательств по увеличению производства и продажи государству зерна, овощей, фруктов, винограда и других продуктов земледелия в 1973 году Пармакли Савелию Михайловичу присвоено звание Героя Социалистического Труда с вручением ордена Ленина и золотой медали «Серп и Молот».
С 1973 года — бригадир бригады комплексной механизации объединения механизации и электрификации сельского хозяйства Совета колхозов Чадыр-Лунгского района Молдавской ССР.
Депутат Верховного Совета СССР 9—11-го созывов (1974—1989). Избирался делегатом XII съезда Компартии
Молдавии, II съезда колхозников МССР.
Жил в селе Валя Пержей Чадыр-Лунгского, а затем Тараклийского района (Молдова).
Умер 21 мая 2007 года в селе Валя Пержей.

## Награды
Награждён советскими 2 орденами Ленина (08.04.1971; 08.12.1973), орденами Октябрьской Революции (10.03.1978), Трудового Красного Знамени (23.06.1966), орденом Республики (Молдова), медалями, в том числе медалью ВДНХ.

## Память
В марте 2017 года в селе Валя Пержей, на доме где жил С. М. Пармакли, ему установлена мемориальная доска.